# Zentralsumba
Zentralsumba (Sumba Tengah) ist ein Regierungsbezirk (Kabupaten) auf der indonesischen Insel Sumba. Er ist Teil der Provinz Nusa Tenggara Timur und liegt nördlich des Zentrums der Insel Sumba.

## Geographie
Der Kabupaten Sumba Tengah erstreckt sich zwischen 9°20′ und 9°50′ s. Br sowie zwischen 119°22′ und 119°55′ ö. L. Im Süden grenzt der Kabupaten an Sumba Timur (Ostsumba), von dem es im Mai 2007 ausgegliedert wurde. Im Westen ist der Kabupaten Sumba Barat (Westsumba) der Nachbar. Im Norden bildet die Sawusee und im Süden der Indische Ozean eine natürliche Grenze. Flächenmäßig belegt der Bezirk ein Sechstel der Inselfläche und kann knapp elf Prozent der Inselbevölkerung verbuchen.

## Verwaltungsgliederung
Der Regierungsbezirk gliedert sich in sechs Distrikte (Kecamatan) mit 65 Dörfern (Desa), die sich weiterhin in 108 Dusun (Weiler), 4092 RW (Rukun Warga, Wohnviertel) und 820 RT (Rukun Tetangga, Nachbarschaften) unterteilen.
| Code 1   | Kecamatan Distrikt    | Ibu Kota Verwaltungssitz | Fläche (km²) | Einwohner Census 2010 2 | Volkszählung 2020 | Volkszählung 2020 | Volkszählung 2020 | Anzahl der Dörfer (Desa) |
| Code 1   | Kecamatan Distrikt    | Ibu Kota Verwaltungssitz | Fläche (km²) | Einwohner Census 2010 2 | Einwohner 3       | 0Dichte 40        | Sex Ratio 5       | Anzahl der Dörfer (Desa) |
| -------- | --------------------- | ------------------------ | ------------ | ----------------------- | ----------------- | ----------------- | ----------------- | ------------------------ |
| 53.17.01 | Katiku Tana           | Anakalang                | 78,83        | 9.733                   | 13.837            | 175,5             | 103,5             | 7                        |
| 53.17.02 | Umbu Ratu Nggay Barat | Maderi                   | 272,05       | 16.223                  | 21.507            | 79,1              | 107,5             | 18                       |
| 53.17.03 | Mamboro               | Mananga                  | 358,59       | 14.170                  | 19.077            | 53,2              | 105,6             | 13                       |
| 53.17.04 | Umbu Ratu Nggay       | Lendi Wacu               | 791,37       | 12.264                  | 16.306            | 20,6              | 106,6             | 18                       |
| 53.17.05 | Katiku Tana Selatan   | Waikabeti                | 368,34       | 10.095                  | 14.755            | 40,1              | 102,9             | 9                        |
| 53.17    | Kab. Sumba Tengah     | Kab. Sumba Tengah        | 1.869,18     | 62.485                  | 85.482            | 45,7              | 105,5             | 65                       |

### Nachtrag zur Territorialstruktur
Durch die Verordnung Nr. 4 des Jahres 2020 wurde der Kecamatan Umbu Ratu Nggay Tengah (Zentral) aus Teilen der Kecamatan Kecamatan Umbu Ratu Nggay (7 Dörfer) und Umbu Ratu Nggay Barat (West, 3 Dörfer) gebildet. Statistische Daten fanden jedoch keinen Eintrag in der verwendeten Datenquelle zur Volkszählung 2020.

## Aktuelle Bevölkerungsdaten
| Code     | Name des Kecamatan     | Bevölkerung: 1 männlich | weiblich | gesamt | Sex Ratio |
| -------- | ---------------------- | ----------------------- | -------- | ------ | --------- |
| 53.17.01 | Katiku Tana            | 7.034                   | 6.853    | 13.887 | 102,6     |
| 53.17.02 | Umbu Ratu Nggay Barat  | 10.036                  | 9.302    | 19.338 | 107,9     |
| 53.17.03 | Mamboro                | 10.178                  | 9.707    | 19.885 | 104,9     |
| 53.17.04 | Umbu Ratu Nggay        | 5.993                   | 5.703    | 11.696 | 105,1     |
| 53.17.05 | Katiku Tana Selatan    | 7.670                   | 7.494    | 15.164 | 102,4     |
| 53.17.06 | Umbu Ratu Nggay Tengah | 4.522                   | 4.113    | 8.635  | 109,9     |
| 53.17    | Kab. Sumbah Tengah     | 45.433                  | 43.172   | 88.605 | 105,2     |